# Augustana
奥古斯塔纳（英語：Augustana） 是来自美国加利福尼亚州圣迭戈县的美式摇滚乐队，签约于Epic Records唱片公司，以其单曲《Boston》和《Sweet and Low》聞名。
2011年11月 Dan Layus 宣布其他成員決定離開樂團，但他仍會繼續以 Augustana 的名義活動。2013年7月 Dan Layus 宣布 Augustana 簽了新的合約。從2014年至今，Dan Layus 同時以本名以及 Augustana 的名義活動，並偶爾幫其他樂團寫曲或演出。Dan Layus 於2008年1月和他交往多年的女友結婚，現定居於田納西州。

## 乐队成员

### 现役成员
- Dan Layus （主唱、钢琴、吉他）

### 过往成员
- Josiah Rosen （吉他、曼陀铃、合声）
- Josh Calhoun （鼓、打击乐）
- John Vincent （键盘、钢琴、合声）
- Jared Palomar （贝司、合声）
- Chris Sachtleben （吉他、曼陀铃）
- Justin South （鼓、打击乐）

## 作品

### 专辑
- All the Stars and Boulevards（2005）
- Can't Love, Can't Hurt（2008）
- Augustana（2011）
- Life Imitating Life（2014）